# Trachyceras
Trachyceras — рід амонітів родини Trachyceratidae, що існував у пізньому тріасі на території Афганістану, Боснії і Герцоговини, Канади, Китаю, Німеччини, Угорщини, Індії, Індонезії, Італії, Росії, Словенії та Сполучених Штатів. Типовим видом є Ceratites aon, описаний Мюнстером у 1834 році. T. aon та T. aonoides належать до індексних скам'янілостей, на основі яких було виділено карнійський ярус.